# 森永ヨーゴ
森永ヨーゴ（もりながヨーゴ）は、森永乳業の乳酸菌飲料。主に沖縄県の沖縄森永乳業が製造・販売している。紙パックで販売されており、180 ml - 946 mlの製品がある（沖縄県では牛乳も含め1,000 ml紙パックはほとんど存在せず、1クォート（1/4ガロン）に相当する946 mlが一般的）。パッケージのデザインはマッターホルンと牧場、グラスに入ったヨーゴである。
通常商品のほか、レモン味も存在する。
2008年10月から11月にかけて、地元紙『琉球新報』のマスコットキャラクター「りゅうちゃん」とのコラボ商品として「りゅうちゃんヨーゴ」が沖縄県内のローソンで販売された。容量は473 mlのみで味の変更はなかったが、マッターホルンの右からりゅうちゃんが顔を出している独自のパッケージであった。
沖縄県以外では、森永乳業の宮崎県の工場でも、わずかではあるが瓶入りのヨーゴが製造されている。また、2012年3月20日から9月頃まで、期間限定で全国販売された。容量は1,000 mlで牛乳などと同じ通常の紙パック入りで、5月には500 mlも発売された。